# جون إس. ريتشاردسون
جون إس. ريتشاردسون (بالإنجليزية: John S. Richardson)‏ هو محامي وسياسي أمريكي، ولد في 29 فبراير 1828 في سمتر في الولايات المتحدة، وتوفي بنفس المكان في 24 فبراير 1894. حزبياً، نشط في الحزب الديمقراطي. وقد انتخب عضو مجلس النواب الأمريكي.